# Para (film)
A Para című film 2008-ban bemutatott magyar filmvígjáték. Fazakas Péter első nagyjátékfilmjében Csuja Imre, Scherer Péter, Halász Judit játszik.

## Szereplők
- Csuja Imre – Lajos
- Scherer Péter – Feri
- Fellinger Domonkos – Tibi
- Bánsági Ildikó – Etus
- Für Anikó – Évike
- Szervét Tibor – Faragó úr
- Pálmai Anna – Nikki
- Kamarás Iván – Viktor
- Vajdai Vilmos – Ervin
- Thuróczy Szabolcs – Iván
- Halász Judit – nagymama
- Juhász István – kopasz
- Elek Ferenc – Lajos 25 évesen
- Spáh Dávid – Feri 25 évesen